# السينما في الإمارات العربية المتحدة
بدأت السينما في الإمارات العربية المتحدة بعددٍ من الأفلام الطويلة التي عُرِضَت على التلفزيون المحلي منذ أواخر ثمانينات القرن الماضي.

## تاريخ
أُنشِئَت مسابقة أفلام الإمارات في عام 2012 فأثّرت في جيل كامل من صُنَّاع الأفلام الإماراتيين للدخول في مجال صناعة الأفلام القصيرة. دُمِجَت المسابقة ضمن فعاليات مهرجان أبو ظبي السينمائي الذي تم إيقافه لاحقًا مع مهرجان الخليج السينمائي بشكل دائم. أُسِّس بعد ذلك مهرجان دبي السينمائي الدولي في عام 2004 وما يزال مستمرًا حتى الآن. في أبريل 2018، أُعلِنَ عن تأجيل النسخة الخامسة عشرة من المهرجان إلى عام 2019، وإعادة إطلاقه ليكون مهرجانًا يُنظِّم مرة كل عامين بعد أن كان يُنظِّم سنويًا لمدة 14 عامًا.
في عام 2005، أصبح الحلم أو فيلم إماراتي يُوزَّع ويُعرَض في كافة صالات السينما الإماراتية. وبدأت الإمارات العربية المتحدة في استقطاب الأفلام والمسلسلات التلفزيونية من جنوب آسيا وخاصة الإنتاجات الفنية من بوليوود ولوللوود.
أُسِّست في الإمارات العربية المتحدة كذلك شركة للإنتاج السينمائي تحمل اسم (مدينة دبي للاستوديوهات) لتشجيع صناعة الأفلام في المنطقة. بينما أُنشئت لجنة دبي للإنتاج التلفزيوني والسينمائي، بموجب قرار المجلس التنفيذي رقم (16) لسنة 2012، لتكون الجهة الوحيدة المختصة بالترخيص لجميع عمليات التصوير التي تتم في دبي. في أبو ظبي، تصدر لجنة أبوظبي للأفلام أذونات التصوير لشركات الإنتاج التي تحمل رخصة تجارية سارية المفعول تصدرها هيئة المنطقة الإعلامية.
في عام 2008، أصبح ماجد عبد الرزاق أول مخرج إماراتي يقتبس كتابًا ويحوّله إلى فيلم سينمائي مستندًا إلى كتاب «الرمال العربية» الذي ألّفه المستكشف ويلفريد ثيسيجر.
وفي عام 2009، شهدت النسخة الثانية من مهرجان الخليج السينمائي العرض الأول لفيلمين إماراتيين طويلين، أولهما بعنوان الدائرة للمخرج والممثل نواف الجناحي الذي يروي فيه قصة شاعر وصحفي يُدعى إبراهيم يلقي القبض على لصٍّ تتداخل حياته معه على نحوٍ مفاجئ. عَرَضَ أيضًا المخرج والروائي صالح كرامة فيلمه الطويل الأول بعنوان حِنّا، الذي يحكي قصة الطفلة حِنّا وأمها المريضة التي يُطلقها زوجها لإصابتها بنوباتٍ متكررة؛ من هنا يتحتّم على الطفلة حِنّا أن تجد طريقة للتواصل مع أحد أقاربها الذي يأتي من الصحراء مع جمليه لزيارة الأسرة ليكون بمثابة والدها البديل.
توسَّعت عروض فيلم الدائرة في النسخة السادسة من مهرجان دبي السينمائي الدولي لعام 2009 الذي عَرَضَ كذلك فيلم دار الحي متعدد اللغات للمخرج الإماراتي علي مصطفى، والذي تمكّن من عرضه على نطاق واسع في صالات السينما الإماراتية عام 2010.
عُرِضَ فيلم ظل البحر للمخرج نواف الجناحي في 17 نوفمبر 2011، وصدر على أقراص دي في دي في 25 سبتمبر 2013.
فيما عُرِضَ أول فيلم خيال علمي إماراتي طويل يحمل عنوان أيريالز أو (Aerials) في 16 يونيو 2016 من إخراج علي زيدي وإنتاج غانم غباش، وذلك بالتزامن مع عرض فيلم «يوم الاستقلال 2» (Independence Day 2) الأمريكي في الإمارات، وكلاهما يدور حول غزو كائنات فضائية لكوكب الأرض.
يوجد في الإمارات العربية المتحدة أيضًا عدد من المنصات التي تعرض الأفلام المستقلة مثل «ذا سين كلوب» (The Scene Club) وسينما عقيل (Cinema Akil) اللذين أُسّسا في عامي 2007 و2014 على التوالي. أصبحت سينما عقيل أول دار سينما مستقلة ذات مقرّ دائم في السركال أفنيو بدبي في سبتمبر 2018.
أنتجت هيئة البيئة – أبوظبي الفيلم الوثائقي البيئي "أضواء زايد تضيء القطب الجنوبي" الذي يُلخِّص رحلة استكشاف قام بها ثلاثة أعضاء من «فريق زايد» في هيئة البيئة – أبوظبي إلى القارة القطبية الجنوبية مطلقين رسالة توعية للعالم عبر الأضواء الشمسية، وفاز الفيلم بالميدالية البرونزية في حفل توزيع جوائز مهرجان نيويورك لأفضل البرامج التلفزيونية والأفلام العالمية.
كما أنتجت هيئة البيئة – أبوظبي كذلك الفيلم الوثائقي البيئي «الحياة الفطرية في أبوظبي: سلاحف الظفرة» الذي يعرض حياة السلاحف التي تعيش في مياه منطقة الظفرة ويتناول جهود برنامج الهيئة للحفاظ على البيئة، وهو من الأفلام المرشّحة في مهرجان نيويورك لأفضل البرامج التلفزيونية والأفلام العالمية.

## أفلام تم تصويرها في الإمارات العربية المتحدة
- Mission Impossible 7 «مهمة مستحيلة: حساب الميت الجزء الأول»2023، من بطولة  الممثل العالمي توم كروز تم تصويره في أبو ظبي وتحديداً في صحراء  وداخل مبنى مطار أبوظبي الجديد.[8]
  - كثيب: الجزء الثاني (بالإنجليزية: Dune: Part Two)  فيلم خيال علمي ملحمي أمريكي  صدر عام 2024 تم تصويره في صحراء ليوا بأبوظبي للمخرج دينيس فيلنوف [8]
- كثيب: الجزء الأول  (بالإنجليزية: Dune) فيلم خيال علمي ملحمي أمريكي  صدر عام 2021تم تصويره في صحراء ليوا بأبوظبي، وتظهر فيه  أبوظبي كموقع تصوير  للكوكب الرملي الشهير «أراكيس» في فيلم  للمخرج دينيس فيلنوف المقتبسة عن الرواية الأكثر مبيعاً للكاتب فرانك هربرت.[8]
- The Emirates (2021) تم تصويره في الإمارات العربية المتحدة
- الحياة الفطرية في أبوظبي: سلاحف الظفرة (فيلم إماراتي، 2021) تم تصويره في جزيرة بوطينة، الظفرة، الإمارات العربية المتحدة
- فيلم فانجارد  2020 من بطولة  جاكي شان تمّ تصوير مشاهد الفيلم في وجهات مختلفة من إمارة دبي،  منها دبي مول ووسط مدينة دبي واستوديوهات مدينة دبي للاستوديوهات.[9]
- Underground 6، "تحت الأرض6" (2019): تم تصويره في  صحراء ليوا في أبوظبي، والشارقة، ورأس الخيمة والعين، و ظهرت فيه ناطحات السحاب في أبوظبي، ومتحف اللوفر أبو ظبي[10]
- Our Sea. Our Heritage (فيلم إماراتي، 2019) تم تصويره في الإمارات العربية المتحدة
- Saaho (فيلم هندي، 2019) تم تصويره في أبوظبي
- Mission Impossible 6 (فيلم أمريكي، 2018) تم تصوير أجزاء منه في أبوظبي
- أضواء زايد في القطب الجنوبي (فيلم إماراتي، 2018) تم تصويره في الإمارات العربية المتحدة والقارة القطبية الجنوبية
- Back to the Wild (فيلم إماراتي، 2018) تم تصويره في الإمارات العربية المتحدة وتشاد
- Race 3 (فيلم هندي، 2018) تم تصوير جزء منه في أبوظبي
- Tiger Zinda Hai (فيلم هندي، 2017) تم تصوير جزء منه في أبوظبي
- War Machine (فيلم أمريكي، 2017) تم تصوير جزء منه في أبوظبي
- Kung Fu Yoga (فيلم صيني، 2017) تم تصوير جزء منه في دبي
- Star Trek Beyond (فيلم أمريكي، 2016) تم تصوير جزء منه في دبي
- Star Wars: The Force (فيلم أمريكي، 2015) تم تصوير جزء منه في أبوظبي
- Dishoom (فيلم هندي، 2016) تم تصوير جزء منه في أبوظبي
- Airlift (فيلم هندي، 2016) تم تصويره في رأس الخيمة
- Furious 7 (فيلم أمريكي، 2015) تم تصوير جزء منه في أبوظبي
- Madhura Naranga (المالايالامية) 2015
- Masterpiece (الكانادا، 2015) أغنية واحدة
- Jacobinte Swargarajyam (المالايالامية) 2015
- Happy New Year (فيلم هندي، 2014) تم تصوير جزء كبير منه في دبي
- Switch (فيلم صيني، 2013) تم تصويره في دبي
- Casanovva (فيلم هندي، 2012)
- Oru Kal Oru Kannadi (التاميل، 2012) أغنية واحدة
- Diamond Necklace (المالايالامية) 2021
- Dam 999 (تعاون بين هوليوود والهند، 2011) تم تصوير جزء منه في الفجير، الإمارات
- Oru Marubhoomikkadha (المالايالامية، 2011)
- Singam (التاميل، 2010) أغنية واحدة
- Mission: Impossible – Ghost Protocol (فيلم أمريكي، 2010) تم تصوير جزء منه في دبي
- The Kingdom (فيلم أمريكي، 2010) تم تصوير جزء منه في أبوظبي
- Risk (فيلم هندي، 2007)
- Arabikkatha (المالايالامية، 2007)
- Balram vs. Tharadas (فيلم هندي، 2006)
- Family: Ties of Blood (فيلم هندي، 2006) تم تصوير جزء منه في دبي
- كيف الحال؟ (فيلم سعودي، 2006)
- 36 China Town (فيلم هندي، 2006) تم تصوير جزء منه في دبي
- The Killer (فيلم هندي، 2006) تم تصوير جزء منه في دبي
- Pehla Pehla Pyar (فيلم باكستاني، 2006) تم تصوير جزء منه في دبي
- Tarap (فيلم باكستاني، 2006) تم تصوير جزء منه في دبي
- Woh Lamhe (فيلم هندي، 2006) تم تصوير جزء منه في دبي
- Kisse Pyaar Karoon (فيلم هندي، 2005) تم تصوير جزء منه في دبي
- Chetna: The Excitement (فيلم هندي، 2005) تم تصوير جزء منه في دبي
- Deewane Huye Paagal (فيلم هندي، 2005) تم تصوير جزء منه في دبي
- السفارة في العمارة (فيلم مصري، 2005) تم تصوير جزء منه في دبي
- Silsiilay (فيلم هندي، 2005) تم تصوير جزء منه في دبي
- Syriana (فيلم أمريكي، 2005) تم تصوير جزء منه في دبي
- Boom (فيلم هندي، 2003) تم تصوير جزء منه في دبي
- Pyar Hi Pyar Mein (فيلم باكستاني، 2003) تم تصوير جزء منه في دبي
- Talaash: The Hunt Begins... (فيلم هندي، 2003) تم تصوير جزء منه في دبي
- Code 46 (فيلم بريطاني، 2003) تم تصوير جزء منه في دبي
- Chalo Ishq Larain (فيلم باكستاني، 2002) تم تصوير جزء منه في دبي
- Dil Vil Pyar Vyar (فيلم هندي، 2002) تم تصوير جزء منه في أبوظبي
- Dubai Return (فيلم هندي، 2005) تم تصوير جزء منه في دبي
- Maine Pyar Kyun Kiya? (فيلم هندي، 2005) تم تصوير جزء منه في دبي
- Mujhse Shaadi Karogi (فيلم هندي، 2004) تم تصوير جزء منه في دبي
- Market (فيلم هندي، 2003) تم تصوير جزء منه في دبي
- Om Jai Jagadish (فيلم هندي، 2002) تم تصوير جزء منه في دبي
- Hera Pheri (فيلم هندي، 2000) تم تصوير مقطع الحلم منه في دبي وصحرائها
- Lahoo Ke Do Rang (فيلم هندي، 1997) تم تصوير جزء منه في دبي
- Vishwavidhaata (فيلم هندي، 1997)
- Naam (فيلم هندي، 1986) تم تصوير جزء منه في دبي

## مخرجون إماراتيون
- عبد الحليم قايد
- عبد الله حسن أحمد
- عبد الله الجنيبي
- عبد الله الكعبي
- أحمد زين
- علي مصطفى
- جمال سالم
- ماجد عبد الرزاق
- ماجد الأنصاري
- نايلة الخاجة
- نواف الجناحي
- سعيد سالمين المري
- طارق الكاظم
- راكان
- راوية عبد الله
- وليد الشحي
- نهلة الفهد